# Покрет за мир Панчево
Покрет за мир Панчево била је антиратна организација основана 3. августа 1991. као надстраначки, грађански покрет за мир. Оснивачка скупштина одржана је на трибини под називом “Ми смо за мир” у Панчеву. Међу оснивачима били су Љиљана Алексијевић, Светлана Маринковић, Александар Маринковћ, Света Антић и др.

## Оснивање и деловање.
Убрзо по избијању рата у Југославији, са деловањем је почео и антиратни покрет у Панчеву. Панчево је и пре рата имало традицију цивилног организовања - током 1980-их, у том граду је постојала иницијатива под именом Зелена пега, која се борила против загађења ваздуха узрокованог деловањем локалне рафинерије нафте. Тако је еколошки активизам послужио као добра основа за равој Покета за мир Панчево.
Прва акција Покрета за мир Панчево била је "Ход мира", одржана 10. августа 1991. Покрет је  позвао грађане да се окупе на углу улица Цара Душана и ЈНА, тачно у 5 минута до 12 сати. Поворка грађана је прошла Улицом ЈНА, поред зграде Скупштине општине, док су учесници "Хода мира" бацили цвеће у Тамиш, чиме су симболично одали почаст жртвама оружаних сукоба у Југославији. У поворци за мир процењује се да је било између 700 и 1000 људи.

O мотивима да се укључи у мировни покрет, сведочанство је оставила једна од активисткиња:
”Радим у школи и кад су деца почела да добијају позиве за регрутацију, знала сам да морам нешто урадити. Имали смо среће, имали смо новине Панчевац и Радио Панчево, имали смо информације. Повезали смо се и имали вечерње састанке. Свеће су кренуле 12. новембра 1991. и трајале до новембра 1995. и то је био наш простор, наша оаза. Ми смо ту суботом имали демилитаризовану зону, продавали смо Време, Панчевац... Ту смо се дружиле, ту смо биле и зими и лети, сваке Нове године. Трајао је протест сваког дана и престао је крајем 1995. (...) Да то тада нисам радила, ја не бих била нормална.”
На самом почетку свога рада, чланови Покрета за мир Панчево састајали су се два пута недељно - понедељком и средом - од 18 до 20 часова у сали Месне Заједнице "Стари град", у Улици ЈНА 15. Заинтересовани су могли да се обавесте о активностима Покрета за мир Панчево и преко телефона ове Месне заједнице који је у наведеном термину постајао "Телефон мира". Грађани су имали прилике да сазнају више о идејама пацифизма и филозофским утемељењим мировних покрета преко саопштења за јавност које је редовно објављивао лист "Панчевац", а често су извештаји о акцијама или разговори са активистима били емитовани уживо и у емисији Радио-Панчева "Контра банда".
Сам рад Покрета био је конципиран на “идеји окупљања што већег броја грађана Панчева и околине преко заједничких акција, трибина, учествовања у акцијама осталих покрета у земљи у борби за мир.” 
Покрет није био ограничен само на Панчево, већ су се повезивали и са осталим покретима у Београду и широм Србије. Одмах на почетку свог деловања, радио Панчево је Покрету уступио получасовни термин за представљање активности грађанима. Исто је учинио и новински лист Панчевац. 

### Караван мира.
На самом почетку деловања Покрета за мир Панчево постало је јасно да ће мировне акције имати далеко већи утицај уколико буду организоване и спроведене у сарадњи са другим мировним иницијативама које су се појавиле у исто време и у другим крајевима Југославије.  После прве акције ”Ход мира” јавила се идеја да се повежу са другим активистима и да договоре са представницима осталих мировних група из Југославије долазак Каравана мира у Београд и Загреб. Планирано је да након дочека Каравана у овим градовима 17. августа, председницима Милошевићу и Туђману буде понуђено да потпишу Повељу мира.
Активисти и активисткиње из Покрета за мир Панчево сачекали су учеснике Каравана мира, који су у Београд (и у Загреб) стигли 17. августа у предвиђено време. За разлику од Туђмана, Милошевић није потписао Повељу мира. Уместо Милошевића, мировњачку делегацију примили су Будимир Кошутић, потпредседник Владе републике Србије и Павић Обрадовић, потпредседник Народне скупштине. Грађанима окупљеним испред Председништва Србије обратио се Кошутић објашњењем да председник не може да стави потпис на документ у коме је кривица српске и хрватске стране изједначена, што је изазвало незадовољство учесника Каравана мира.

### Трибине.
Једна од главних активности Покрета за мир Панчево било је организовање разговора са личностима из јавног живота које су се ангажовале у антиратним акцијама или су подржавале мировни покрет. Циклус сусрета са истакнутим интелектуалцима, психолозима, социолозима, професорима универзитета, новинарима, адвокатима, свештеницима, синдикалним првацима, лидерима политичких партија грађанске провинијенције, народним посланицима, те активистима мировних, женских и других алтернативних организација из земље и иностранства, назван је "Како до мира?". Такође, организоване су и многе друге трибине на разне теме које су заокупљале пажњу људи у јеку рата, попут "Да ли смо болесно друштво?”, ”Пропаганда рата - пропаганда мира”, ”Психолошке последице рата”, и др.
Трибине су биле добро посећене- од више десетина до чак стотина посетилаца.

### Паљење свећа.
Једна од најдужих континуираних акција Покрета за мир Панчево била је паљење свећа за све жртве рата. Почела је у уторак, 12. новембра 1991. на тргу испред Приведне банке. Сваког уторка од 19:30 до 20:00 часова и среде од 17:00 часова, након протеста Жена у црном, активисти Покрета за мир Панчево су се окупљали да би изразили почаст свим настрадалима у ратовима. Током ових акција било је организовано и прикупљање потписа за петицију "Сто хиљада потписа за мир". Овом петицијом се захтевало да, уколико се сакупи довољан број потписа, Скупштина Србије расправља о расписивању референдума са питањем: Да ли сте сагласни да грађани Србије буду, наређењем власти, одведени у рат ван територије Републике Србије?". Петиција могла се потписати, осим у набројаним приликама, и на редовним састанцима уторком у МЗ "Стари град" и током трибина петком на истом месту.

### Жене у црном.
Свега седам дана након што су, 9. октобра 1991. припаднице београдских женских и феминистичких организација започеле свој неми протест испред Студентског културног центра у Београду, чланице Покрета за мир Панчево су у среду, 16. октобра 1991. први пут демонстрирале на исти начин. Жене у црном, као група у саставу Покрета за мир Панчево, окупљале су се сваке среде током читаве јесени и зиме на платоу испред зграде Скупштине општине, а потом на углу Сокачета и Улице ЈНА. Обучене у црно, држећи транспарент "Жене у црном против рата", један сат, од 16:00 до 17:00 часова, ћутањем су протестовале против рата у Југославији.

### Демилитаризована зона.
Једна од најзначајнијих акција, била је она позната под именом ”демилитаризована зона”. У суботу, 14. марта 1992, на тргу испред Привредне банке, одржана је манифестација замишљена као вид анимације грађана и састајалиште људи који јавно испољавају своју опредељеност за мир. Намера је била да се на тај начин охрабре заплашени истомишљеници, али и да се онима још неопредељенима и необавештенима пружи информација о томе за које се вредности залаже Покрет за мир Панчево. Такође, то је био начин да се демантује званични државни наратив који је људе ангажоване у мировним покретима често поистовећивао са народним непријатељима и "петом колоном". Жеља је била и да се покаже да је постојање другачијег мишљења и право на испољавање тог мишљења легитимно и да је саставни део цивилног друштва и правне државе. Следеће суботе, 21. марта 1991, Трг је симболички проглашен за Демилитаризовану зону.